# Novokuzneck
Novokuzneck (in russo Новокузнецк?, ) è una città della Russia, nella Siberia sudoccidentale, sul fiume Tom', nell'Oblast' di Kemerovo; è la città capoluogo dell'omonimo distretto.
Fondata dai Cosacchi nel 1618 con il nome di Kuzneckij Ostrog (Кузне́цкий Остро́г), rimase un insediamento relativamente piccolo e di poca importanza fino alla costituzione, tre secoli dopo, dell'Unione Sovietica e del conseguente sviluppo di ambiziosi piani di industrializzazione della Siberia. Queste decisioni trasformarono la città in un grosso centro industriale e minerario, che favorì un grande aumento di popolazione (nel 1989 sfiorava i 600.000 abitanti). In particolare nella città sorse il gigantesco "kombinat metallurgico di Novokuzneck" ("NKMK") che divenne uno dei più grandi centri siderurgici dell'Unione Sovietica e poi della Federazione russa.

## Altri nomi

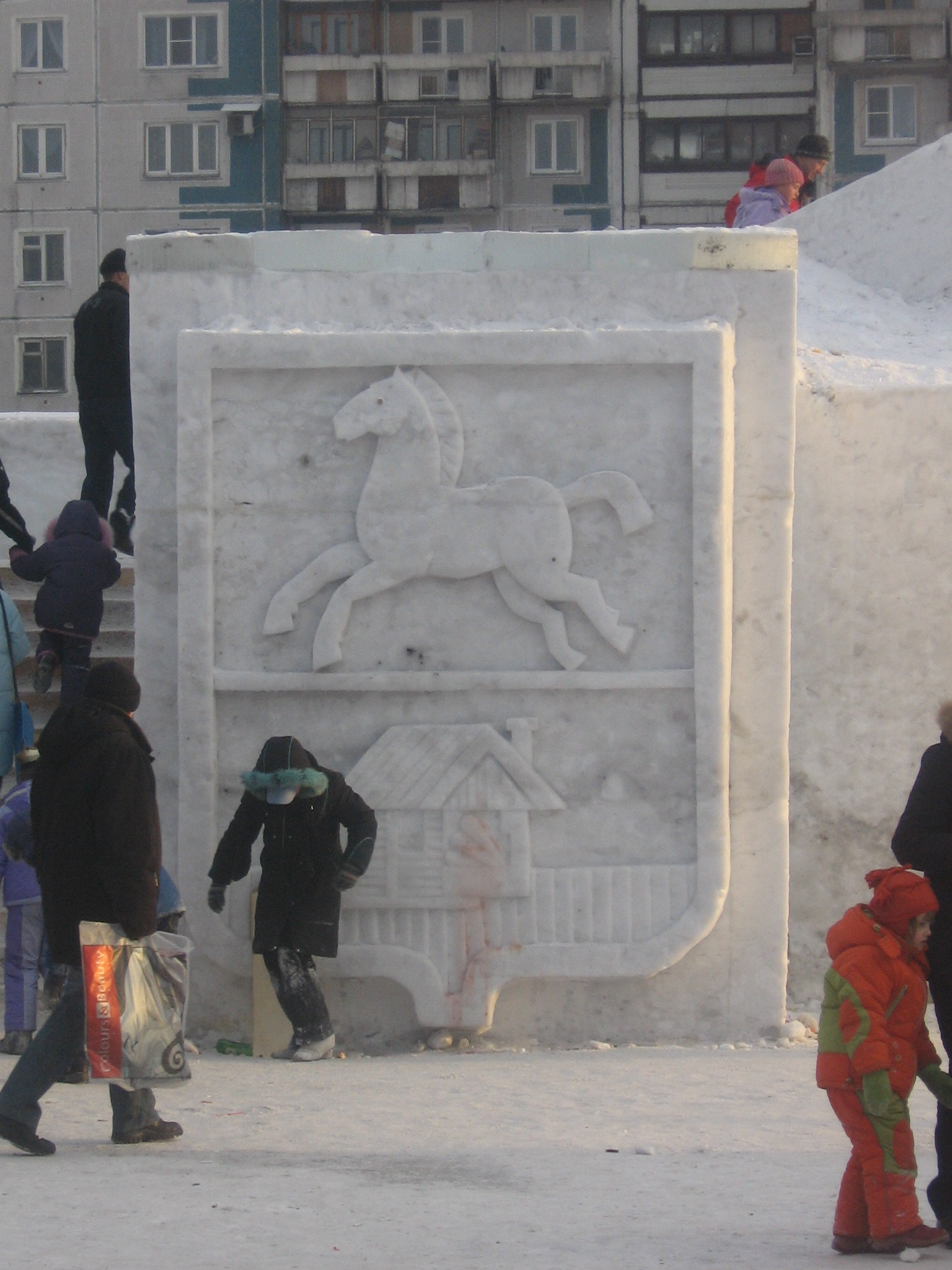
Lo stemma di Novokuzneck scolpito nel ghiaccio.

La città di Novokuzneck più volte ha cambiato nome:
- 1618 - 1931: Kuzneckij Ostrog (Кузне́цкий Остро́г), Kuzneck-Severnyj (Кузне́цк-Се́верный);
- 1931 - 1932: Sad-Gorod (Сад-Го́род);
- 1932 - 1939: Stalinsk (Ста́линск);
- 1939 - 1961: Stalinsk-Kuzneck (Ста́линск-Кузне́цк);
- dal 1961: Novokuzneck (Новокузне́цк)[3].

## Storia

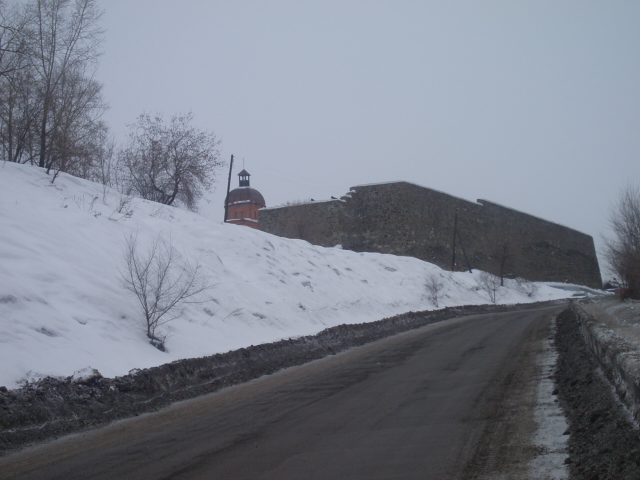
La fortezza di Kuzneck, la vecchia città di Novokuzneck.

La base fondata nel 1618 dai militari russi diventò la città nel 1622. Inizialmente la città era una fortezza sulla confine della Russia per proteggersi dai calmucchi e dai chirghisi. Fino al 1917 Kuzneck era una città tranquilla con un'attività economica principale artigianale, con l'agricoltura ben sviluppata e con un livello crescente degli scambi commerciali grazie alla sua posizione vicino alla Mongolia e alla Cina. Inoltre, Kuzneck era una delle principali città russe con miniere d'oro. Nel 1919 la città è stata occupata dalle armate rosse russe sotto la guida di Rogov, i partigiani rossi hanno ucciso molti cittadini e hanno derubato e distrutto la città.
Nel 1929 è stato fondato il KMK (in russo: Кузнецкий Металлургический Комбинат) ossia "Kombinat Metallurgico di Kuzneck". KMK ha cambiato il nome in NKMK quando Kuzneck diventò Novokuzneck. I lavoratori del KMK hanno fondato Sad-Gorod (letteralmente Città Giardino) come la chiamò nella sua poesia il poeta rivoluzionario russo Vladimir Vladimirovič Majakovskij. Nel 1932 la città è stata rinominata in Stalinsk in nome del leader del PCUS Stalin. Nel 1939 Stalinsk e la vecchia città di Kuzneck sono state unite sotto il nome di Stalinsk-Kuzneck. La città, nel secondo dopoguerra, ospitò anche un gulag.
Nel 1989 a Novokuzneck abitavano 608.000 persone. Dal 1990 al 1998 i principali combinati della città sono stati portati alla bancarotta per privatizzarle al basso costo; in seguito la città era in una profonda crisi economica-sociale. In seguito alla guerra degli oligarchi il gruppo EVRAZ registrato a Lussemburgo sotto il controllo di Roman Abramovič ha privatizzato i principali combinati della città dopo la crisi indotta negli anni novanta.

## Geografia fisica

### Territorio

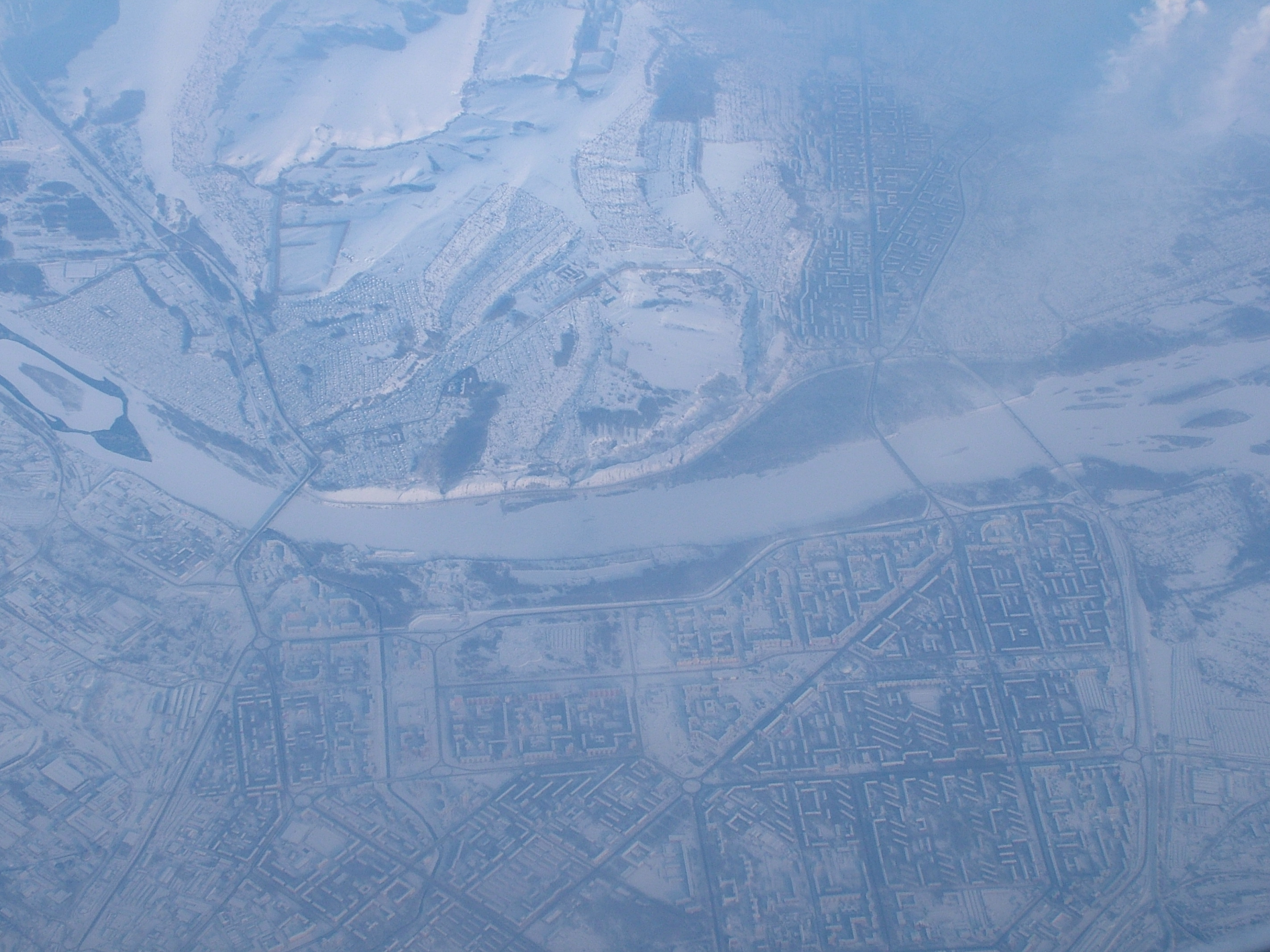
Vista aerea di Novokuzneck (2006).

Novokuzneck si trova a 3.120 km a est di Mosca, a 5.462 km a nordest da Roma, a 5.406 km a nordest da Milano. È situata nella parte asiatica della Russia, nella Siberia sud-occidentale, al centro della depressione di Kuzneck.

### Clima
- Temperatura media annua: 3,0 °C[6][7]
- Temperatura media del mese più freddo (gennaio): -14,0 °C
- Temperatura media del mese più caldo (luglio): 18,4 °C[8]
- Precipitazioni medie annue: 270,33 mm[9]

Il 10 giugno 2010 è stato battuto il record delle temperature a Novokuzneck. La temperatura dell'aria ha raggiunto per la prima volta nella storia delle osservazioni meteorologiche +32,4 °C

## Geografia antropica

### Suddivisioni amministrative

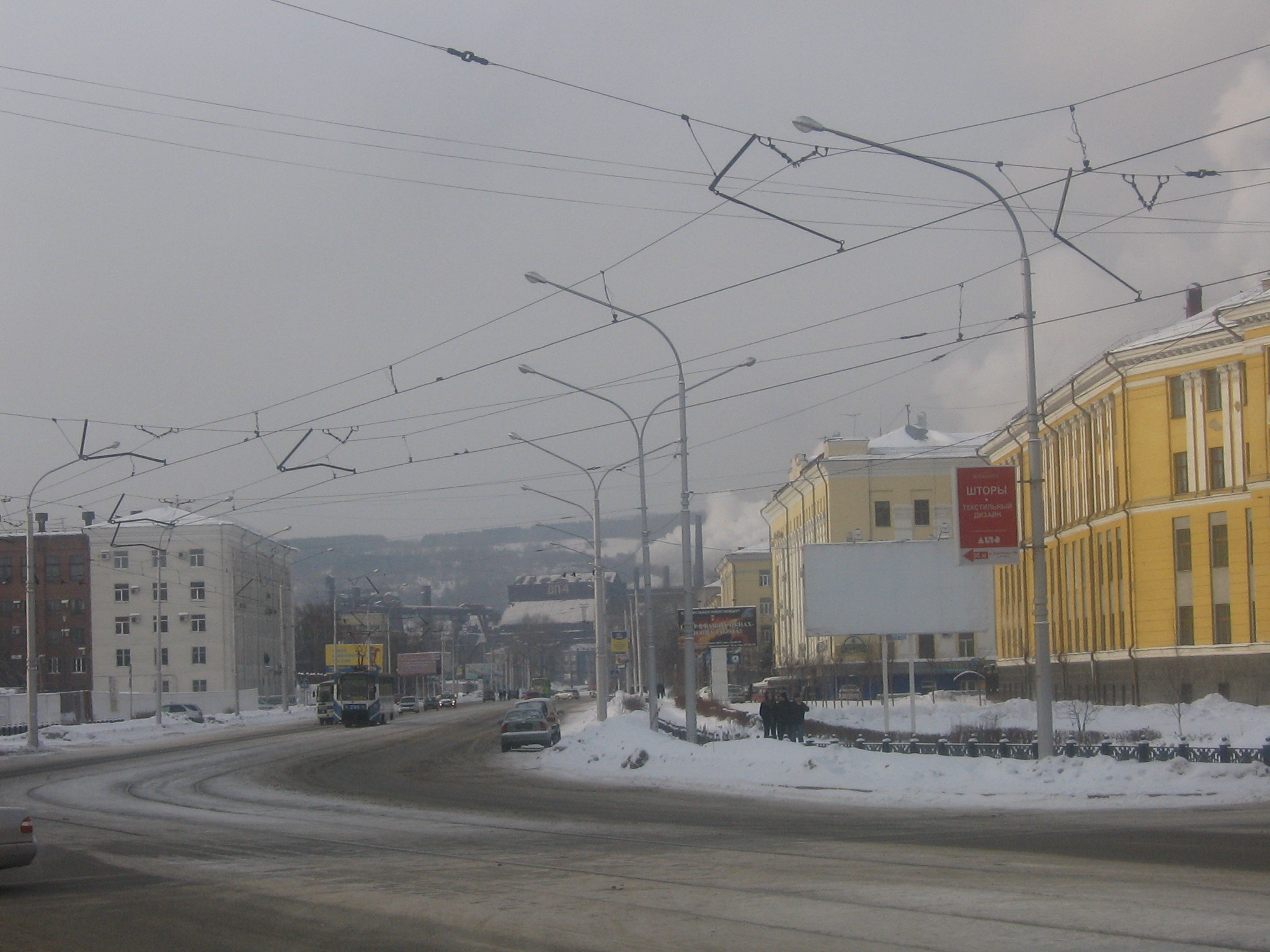
Vista dell'Ulica Ordžonikidze a Novokuzneck.

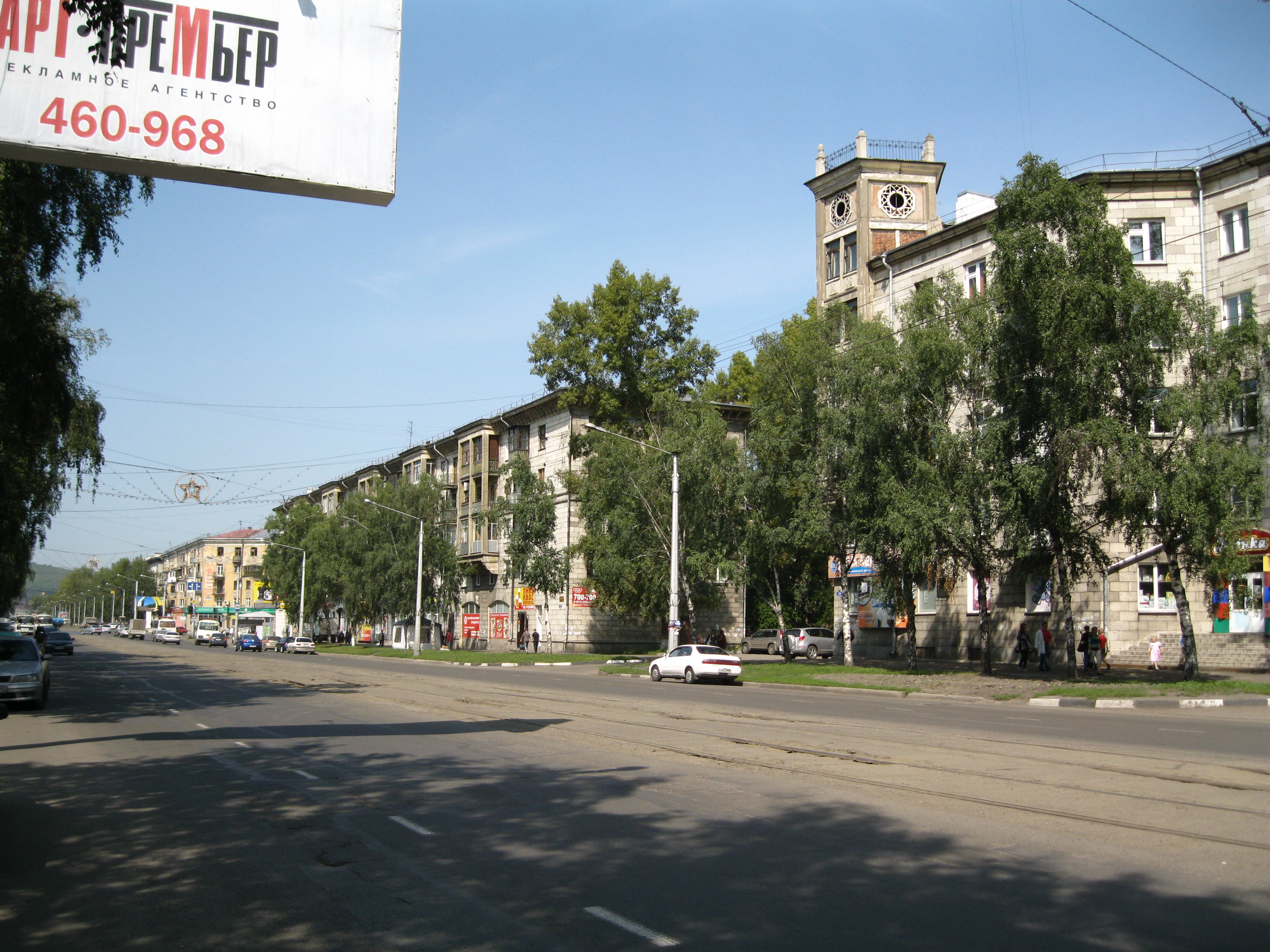
Panorama sulla Prospettiva Kurako a Novokuzneck.

La città moderna di Novokuzneck è formata da sei distretti:
- Il Distretto Centrale (in russo: Центральный) è stato fondato nel 1931 in seguito alla creazione dell'agenzia NKMK[11].
- Il Distretto Zavodskoj (in russo: Заводской) è il più grande distretto di Novokuzneck.
- Il Distretto Kujbyševskij (in russo: Куйбышевский) col passare del tempo ha cambiato il nome da Distretto Orientale (in russo: Южный).
- Il Distretto Kuzneckij (in russo: Кузнецкий) o Starokuzneck è la più vecchia parte della città situata a destra del fiume Tom'.
- Il Distretto Ordžonikidzevskij (in russo: Орджоникидзевский) è stato creato grazie allo sviluppo delle miniere di carbone a sinistra del fiume Tom'.
- Il Distretto Novoil'inskij (in russo: Новоильинский) è il più recente distretto della città, diventato indipendente dal Distretto Zavodskoj nel 1999. Attualmente nel distretto abitano più di 70.000 persone nel totale di 206 condomini. Il distretto di Novoil'insky sarà ampliato fino a 300.000 abitanti grazie alle famiglie prevalentemente giovani[4]. Nel Distretto Novoil'insky sono presenti tutte le infrastrutture per renderlo autonomo: le scuole materne, le scuole medie, le scuole superiori, i licei, le farmacie e i supermercati, la polizia e i vigili del fuoco.

## Società

### Evoluzione demografica

Andamento demografico di Novokuzneck tra le 9 più grandi città della Siberia.

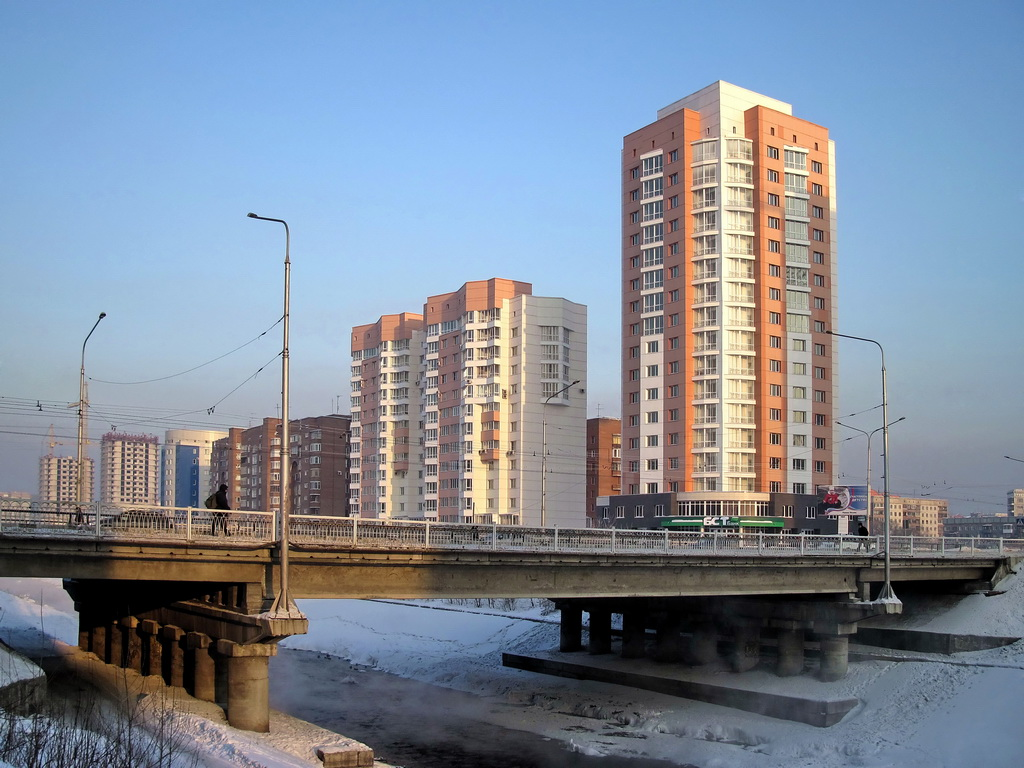
Torri in ulica Pavlovskogo a Novokuzneck.

Novokuzneck è una delle nove più grandi città della Siberia, in costante crescita. La città occupa attualmente il 16º posto tra le città russe con 500 000 - 1 milione di abitanti prima di Orenburg al 17º posto con 525 637 abitanti nel 2010 e dopo Vladivostok al 15º posto con 578 213 abitanti nel 2010.
Novokuzneck è una delle 100 più grandi città dell'Europa, nella classifica del 2010 la città occupava il 81º posto tra le più grandi città europee prima di Lisbona (Portogallo) all'82º posto con 563 000 abitanti e dopo Düsseldorf (Germania) all'80º posto con 569 000 abitanti.
| Anno | Abitanti |
| ---- | -------- |
| 1956 | 347 000  |
| 1989 | 608 000  |
| 1999 | 565 000  |
| 2002 | 550 100  |
| 2004 | 548 200  |
| 2005 | 563 000  |
| 2006 | 547 000  |
| 2007 | 560 900  |
| 2009 | 563 271  |
| 2010 | 563 507  |

Demograficamente i russi sono la maggioranza di Novokuzneck con circa 500 000 abitanti, gli ucraini sono al secondo posto con 15 000 residenti, mentre al terzo posto ci sono i tatari. Altri minoranze presenti in città sono i tedeschi, i bielorussi, i ciuvasci, gli šori.

### Religione
Chiesa ortodossa russa
La Chiesa ortodossa russa (la maggioranza dei credenti sono i russi) conta undici chiese.
Chiesa cattolica
La Chiesa cattolica (la maggioranza dei credenti sono i tedeschi ed ucraini) a Novokuzneck è presente dagli anni 50 del XX secolo. Dal 1970 la comunità cattolica si riuniva alla Colonia Alta (la zona nord di Novokuzneck). Dal 1982 fino agli anni 90 una casa privata in via Gjelskaja era il posto di riferimento per i cattolici della città che contano 100 cattolici-praticanti, ma il numero dei battezzati con il rito cattolico supera 5000 persone. Dall'ottobre 2007 a Novokuzuneck è stata aperta la nuova chiesa cattolica, la prima chiesa cattolica nella regione di Kuzbass ed in Siberia Sudoccidentale.
Altri religioni
A Novokuzneck ci sono anche minoranze di altri religioni, ad esempio la Religione sciamanica dei tatari siberiani, la religione ebraica degli ebrei russi.

## Economia

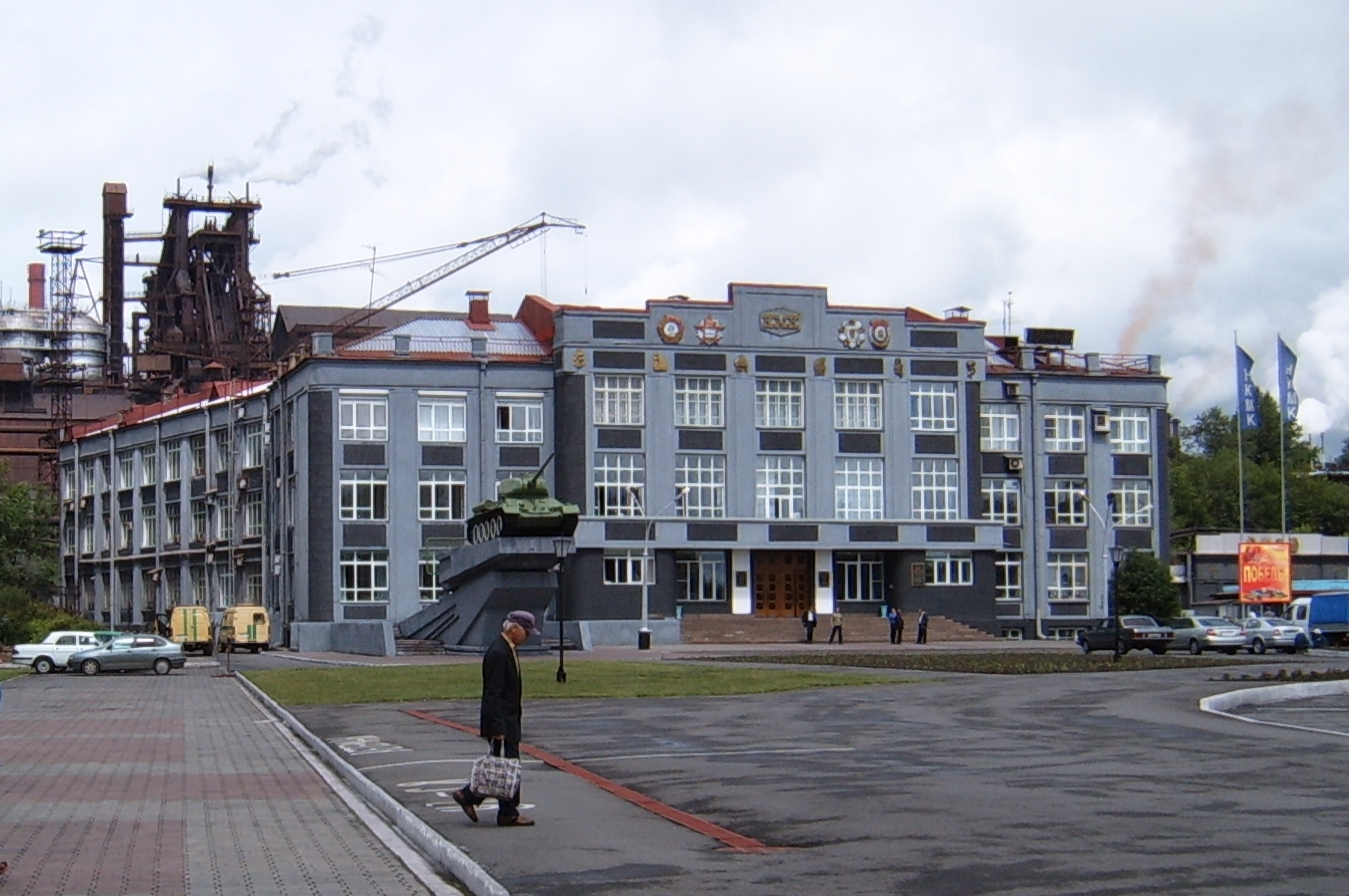
La Sede Amministrativa della NKMK a Novokuzneck.

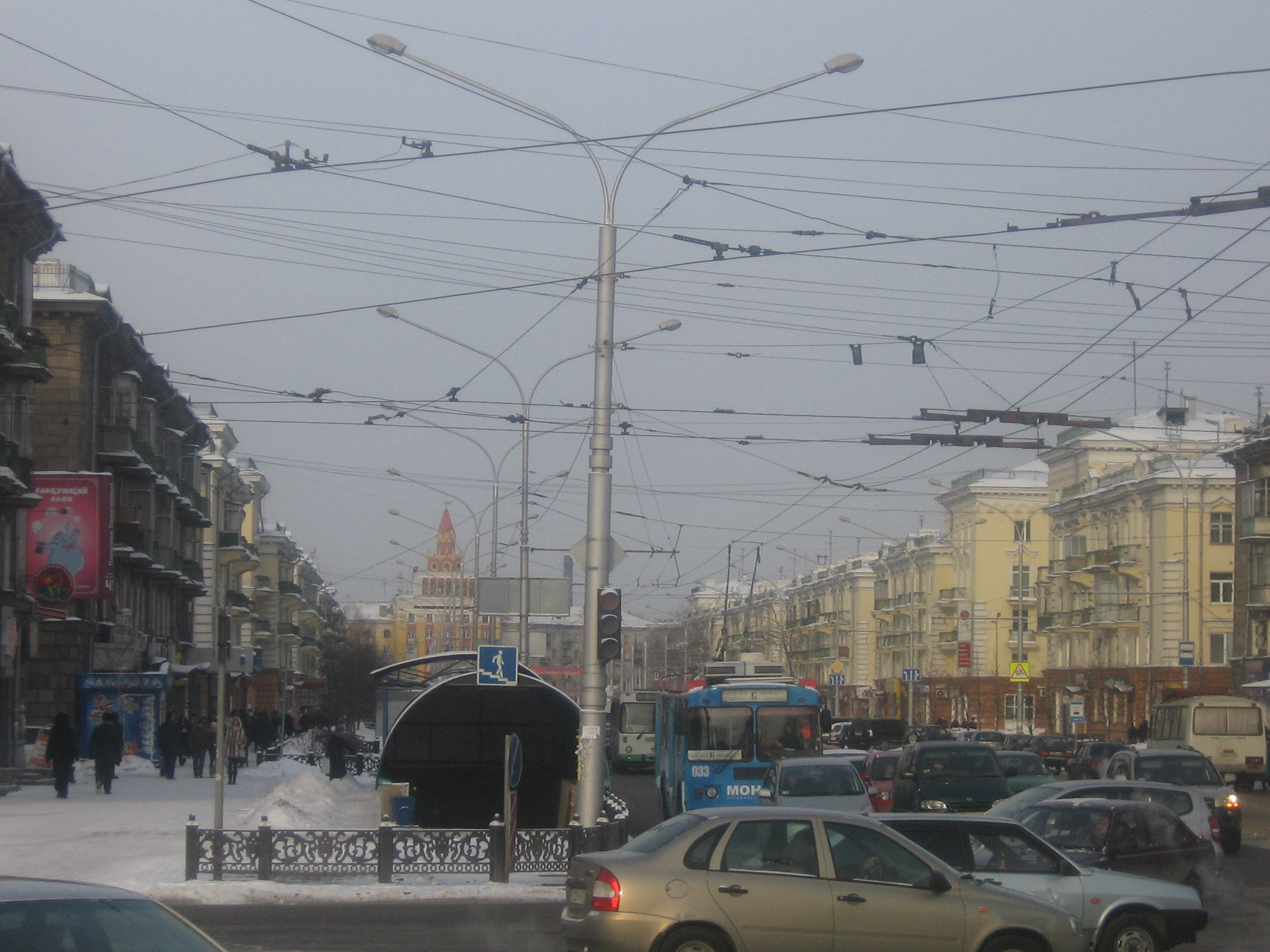
La panorama sulla Prospettiva Metallurgov a Novokuzneck.

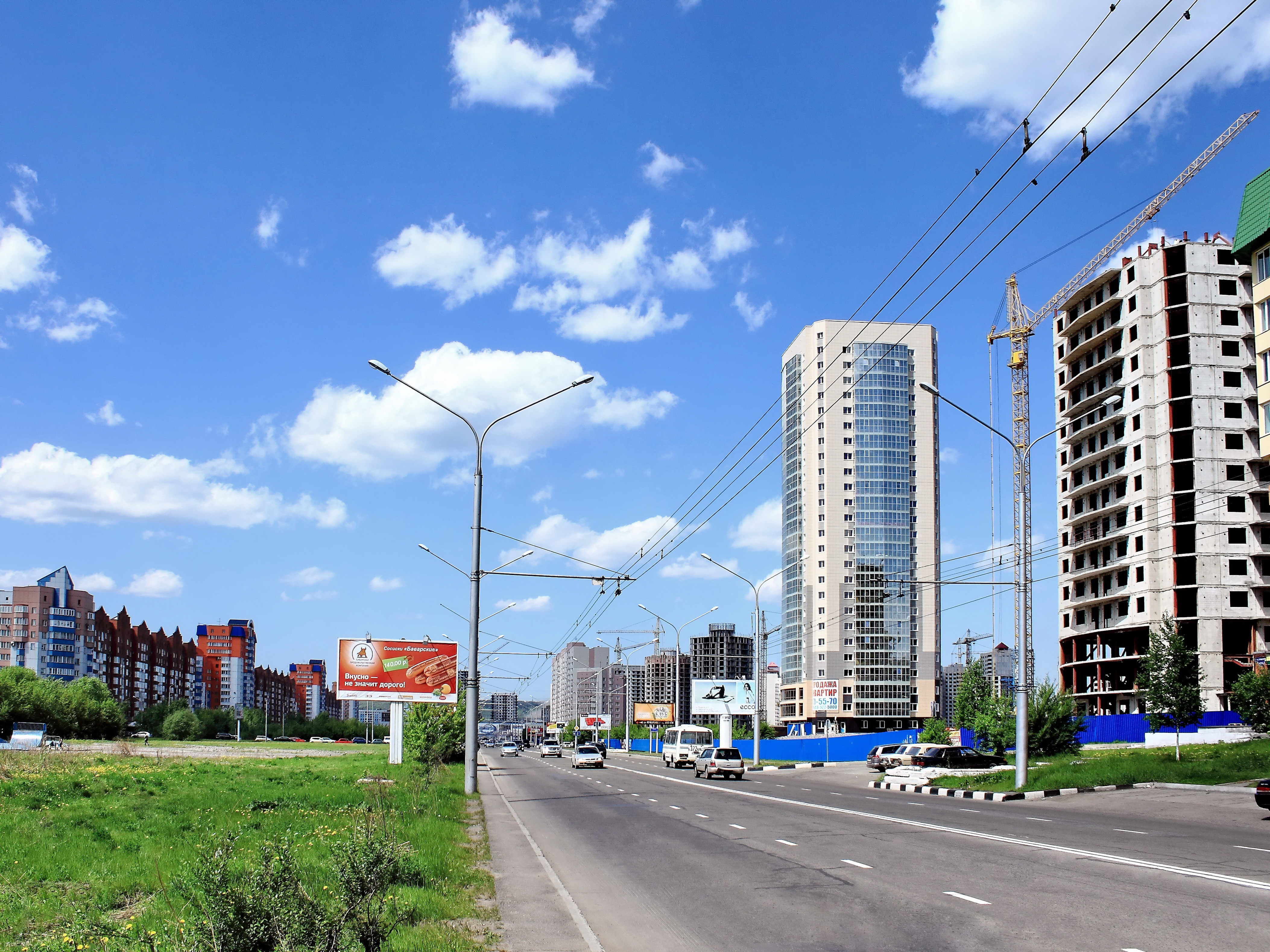
La panorama sulla Prospettiva Palmiro Togliatti a Novokuzneck.

ZSMK e NKMK sono attualmente di proprietà di EVRAZ Group sotto il controllo di Roman Abramovič (in russo: Рома́н Абрамо́вич). Fino al ottobre del 2006 l'italiana Duferco Group, creata nel 1979 a Brescia sotto il controllo di Bruno Bolfo, faceva la parte del Consiglio dei Direttori di EVRAZ Group.
I giacimenti dell'Oblast' di Irkutsk, dell'Oblast' di Kemerovo, del Territorio di Krasnojarsk, della Chakassia sono le principali fonti dell'industria metallurgica della città di Novokuzneck.
Il 50% della produzione della città è esportata in Asia e in Cina.
Le azioni di NKMK e ZSMK sono quotate nella borsa russa RTS Board con EVRAZ Group. La capacità di ZMSK è di 5 milioni tonnellate di acciaio all'anno pari all'8% della produzione russa. NKMK produce il 70% dei binari in Russia ed il 9% dei binari (per le ferrovie, per la metro, per i tram) nel mondo.
NKAZ è la parte del gruppo svizzero-russo Alluminio Russo (in russo: Российский алюминий, in inglese: United Company Rusal, UC Rusal), il primo produttore dell'alluminio e dell'allumina al mondo sotto il controllo di Oleg Vladimirovič Deripaska (in russo: Олег Дерипаска) e di Viktor Veksel'berg (in russo: Виктор Вексельберг) registrato al Baliato di Jersey nelle Isole del Canale nelle dipendenze della Corona Inglese, ma che non sono parte del Regno Unito e dell'Unione europea.
A 50 km a nord di Novokuzneck si trova il distretto geologico economico Erunakovskij della compagnia d'estrazione di carbone Kuzbassrazrezugol' creata nel 2003 dopo la privatizzazione della compagnia sovietica Kuzbasskar'erugol'. Il 24 maggio 2007 nella miniera "Jubilejnaja" vicino a Novokuzneck in seguito all'esplosione del gas metano sono morte 35 persone. Nel marzo del 2007 nella miniera "Ul'janovskaja" vicino a Novokuzneck sono morte almeno 108 persone in seguito ad un'altra terribile esplosione del gas metano che è stata indicata come il più disastroso incidente nelle miniere della Russia moderna.
La compagnia russa Gazprom con la sua nuova acquisita compagnia geologica ed industriale "Kuzneck" ha la licenza di estrarre dal 2003 il gas metano nei pressi di Novokuzneck con le stime di estrazione in 25 anni di circa 13 trilioni di m³ su un territorio di circa 5.000 km².

## Istruzione
Università

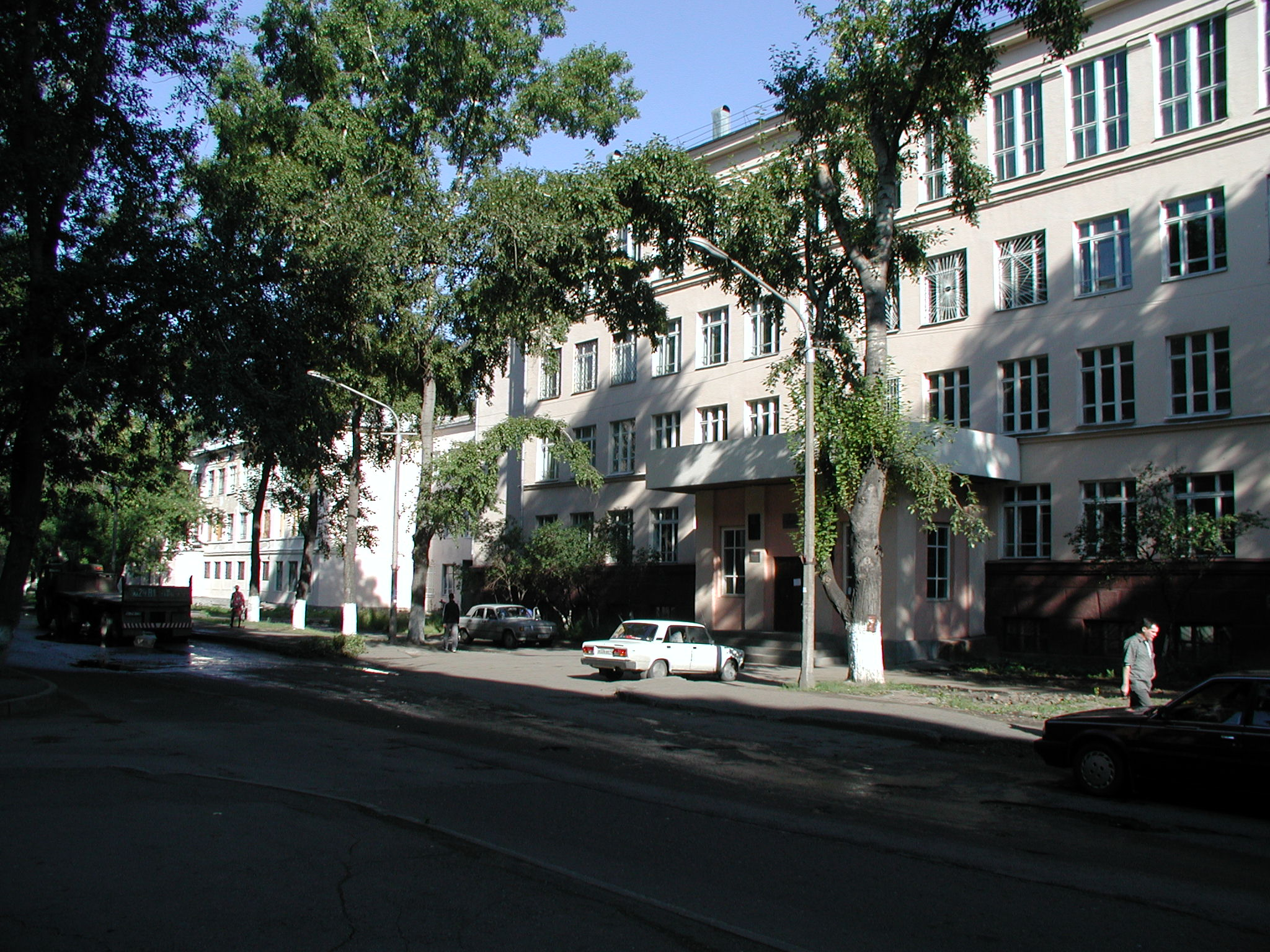
L'Accademia statale pedagogica di Kuzbass fondata nel 1939 a Novokuzneck.

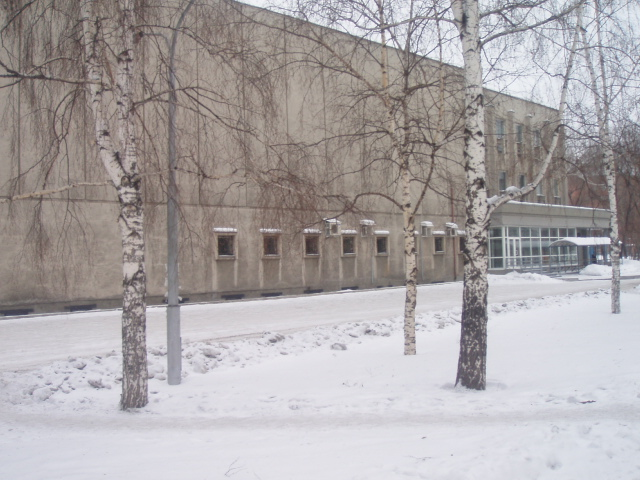
Filiale di Novokuzneck dell'Università statale di Kemerovo.

Nel sistema di formazione professionale superiore operano 37 istituti statali di istruzione superiore universitaria, fra cui 10 istituti indipendenti e 27 filiali:
- KuzGPA o Accademia statale pedagogica del Kuzbass (in russo: Кузбасская государственная педагогическая академия) fondata nel 1939.
- SibGIU o l'Università Statale Industriale della Siberia (in russo: Сибирский государственный индустриальный университет) fondata nel 1930.
- NFI KemGU o il Filiale-Istituto di Novokuzneck dell'Università Statale di Kemerovo (in russo: Новокузнецкий филиал Кемеровского государственного университета) dal 1997.
- NFTPU o il Filiale di Novokuzneck dell'Università Politecnica di Tomsk (in russo:Новокузнецкий филиал Томского политехнического университета) dal 1996.
- SF MIEP o il Filiale di Siberia dell'Università di Economia e di Giurisprudenza di Mosca (in russo: Сибирский филиал Московского института экономики и права) conosciuto anche come Filiale siberiana dell'Istituto Universitario Internazionale di Economia e Diritto dal 2000.
- KUI o l'Università Giuridica di Kuzbass (in russo: Кузбасский юридический институт) conosciuta anche come l'Istituto Universitario di Economia e Diritto del Kuzbass dal 2007.
- SibAGS o il Filiale della Siberiana dell'Accademia Statale del Management e della Gestione dello Stato (in russo: Новокузнецкий филиал Сибирской академии государственной службы).
- NGI o l'Istituto Geologico di Novokuzneck (in russo: Новокузнецкий горный институт).

Biblioteche
- Biblioteca del Palazzo di Cultura dei Metallurgi di Novokuzneck;
- Sistema Bibliotecario Centralizzato per i giovani (undici filiali nella città);
- Biblioteca Centrale Per i Giovani di Novokuzneck;
- Biblioteca Scientifico Tecnica di ZapSib;
- Biblioteca Scientifico Tecnica Principale in nome dell'Academico russo I.P. Bardin;
- Biblioteca Nikolaj Gogol conosciuta anche come la Biblioteca Centrale di Novokuzneck.

## Servizio sanitario
Vicino a Novokuzneck ci sono i centri riabilitativi e degli sport invernali famosi in tutta la Russia e nel mondo come la Taštagol e la Meždurečensk. Nella città ci sono sia i policlinici statali, sia privati. Inoltre, la città dispone di una rete degli istituti di aggiornamento per i medici e di ricerca medica.
Il sistema sanitario cittadino si è sviluppato in parallelo con l'aumento nell'industrializzazione della città. L'assistenza medica pre-rivoluzionaria consisteva in una sorta di primitivo dispensario farmaceutico con un servizio infermeristico per la guarnigione di stanza alla Fortezza di Kuzneck. L'assistenza medica specialistica era inaccessibile per gli abitanti della città e pertanto era necessario inviare i pazienti per le cure nell'Oblast' di Tomsk. Le malattie più diffuse erano la tubercolosi, la peste, l'antrace, la vaiolo e la febbre tifoide. La mortalità infantile raggiungeva i 440 decessi su 1000 neonati.
La svolta che ha consentito lo sviluppo dell'assistenza medica è avvenuta grazie alla grande industria metallurgica "Kombinat Metallurgico di Kuzneck" fondata negli anni 1920, che portò una grande affluenza di molti cittadini dell'Unione Sovietica. Nel maggio del 1929, il Dott. Shmuylovich G. aprì il primo studio professionale medico e nel luglio dello stesso anno l'ospedale municipale contava 10 posti letto. Questa struttura fu il punto di riferimento di tutti gli ospedali urbani, che all'inizio degli anni quaranta erano 6. Parallelamente fu avviato la costruzione di 3 centri sanitari, 8 dispensari di cui tre antitubercolari, antivenerei e antitracomatosi. Nel 1950 la sanità pubblica della città contava 470 medici, 2055 posti letto (tra o quali 232 dedicati ai bambini); a Novokuzneck funzionavano 21 ambulatori.
Lo sviluppo delle aziende industriali di Kuzbass causò il trasferimento, avvenuto nel 1953, dell'Istituto della Formazione Permanente dei Medici dalla città di Novosibirsk a Novokuzneck. Nel 1960 in città erano impegnati 900 specialisti medici, i posti letto disponibili erano 5300 (625 per bambini).
Negli anni 1980 la sanità pubblica della città, dopo le conversioni strutturali, completò il suo sviluppo raggiungendo gli 8785 posti letto con 3000 medici e 8000 infermieri.
L'inizio degli anni 1990 è stato contrassegnato dal passaggio dal sistema di assicurazione sanitaria obbligatoria all'organizzazione di società assicuratrici private. Dalla metà del 1992 i pazienti per essere curati dovevano pagare le prestazioni mediche.
I principali centri medici a Novokuzneck sono i 3 Policlinici:
- GKB 1 (in cirillico: Городская Клиническая Больница 1)
- GKB 2 (in cirillico: Городская Клиническая Больница 2)
- GKB 29 (in cirillico: Городская Клиническая Больница 29)

Oltre ai policlinici e agli ambulatori più piccoli, a Novokuzneck vi sono anche i centri di eccellenza di medicina come l'Istituto Statale di Aggiornamento dei Medici di Novokuzneck (in russo: Новокузнецкий государственный институт усовершенствования врачей) fondato nel 1927, l'Istituto di Ricerca nella Riabilitazione dei Disabili (in russo: Институт реабилитации инвалидов) e l'Istituto di Ricerca nelle Malattie Professionali (in russo: Институт профзаболеваний) che si occupa principalmente della Medicina del Lavoro e nelle ricerche sul campo.
Tra i medici più famosi che prestarono servizio nella città, si annoverano Denisenko Bela Anatol'evna (in cirillico: Денисенко Бэла Анатольевна) - l'onorevole dell'Sovet Supremo dell'URSS, Kurbatov Gennadij Petrovič (in cirillico: Курбатов, Геннадий Петрович) — il primo direttore del Policlinico GKB 1 di Novokuzneck, Malakhovskij Jurij Evgen'evič (in cirillico: Малаховский, Юрий Евгеньевич) - medico famoso nell'URSS e in Israele

## Cultura

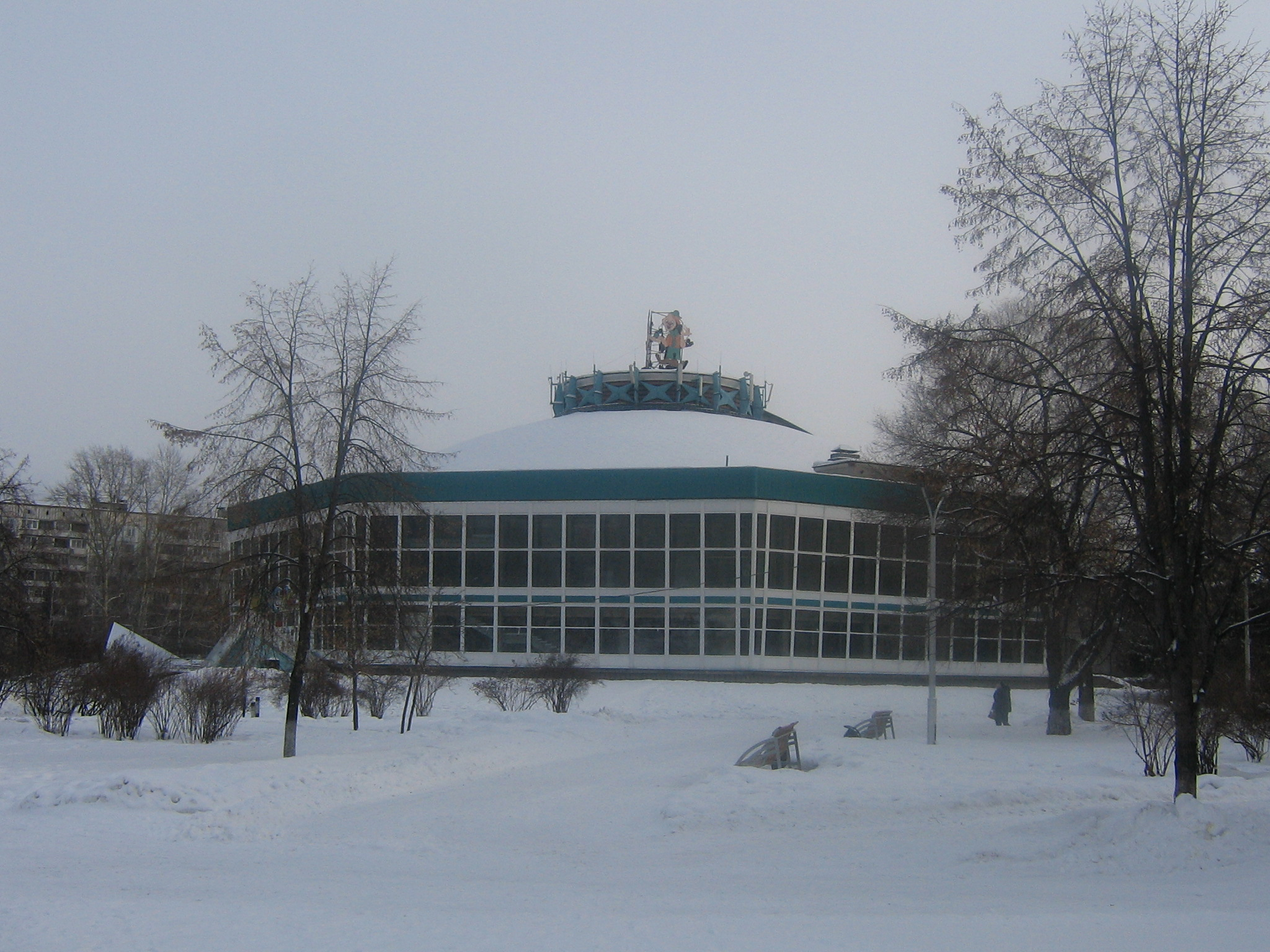
Il Circo Comunale di Novokuzneck.

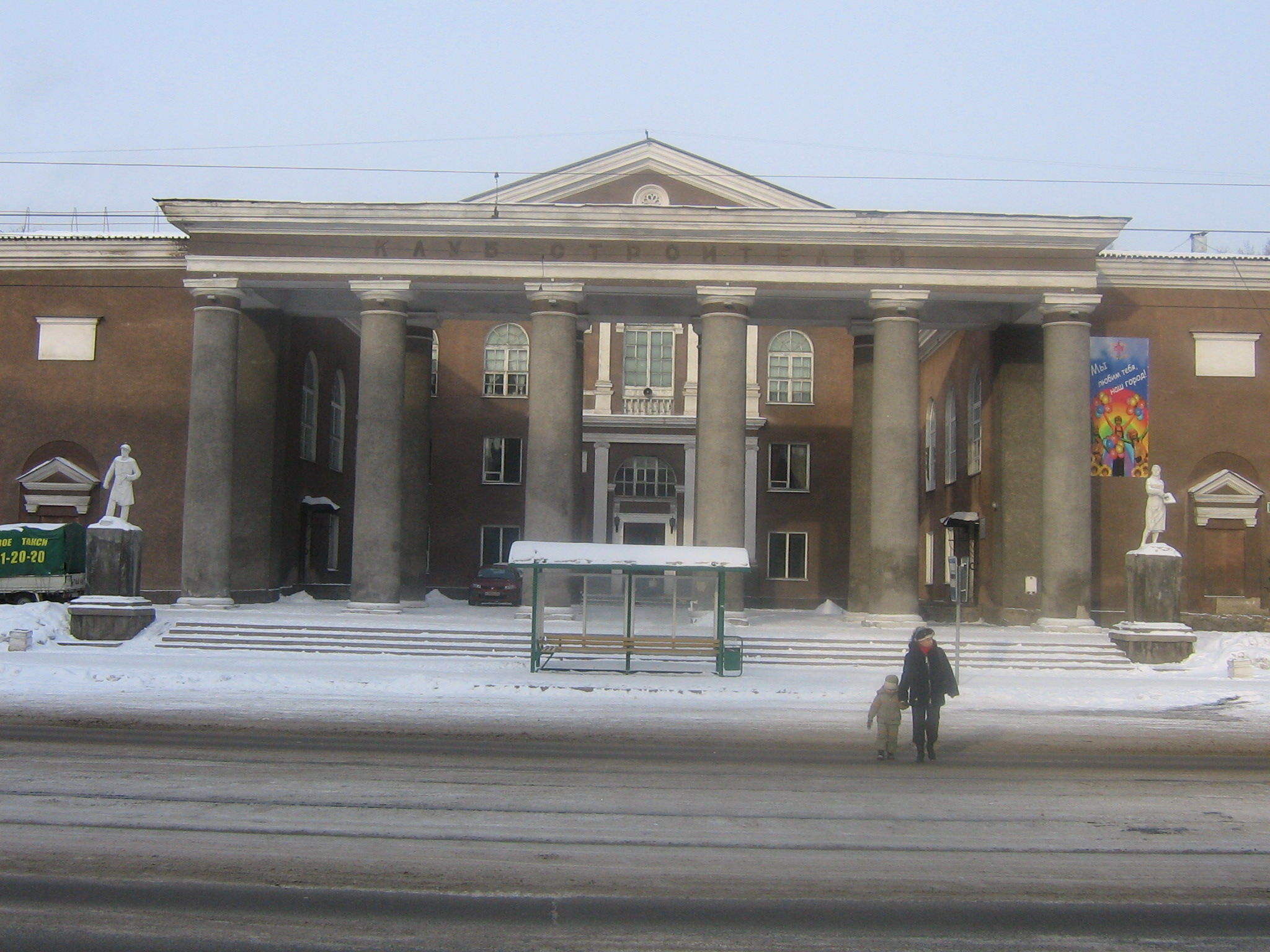
Il Club Culturale dei Costruttori di Novokuzneck.

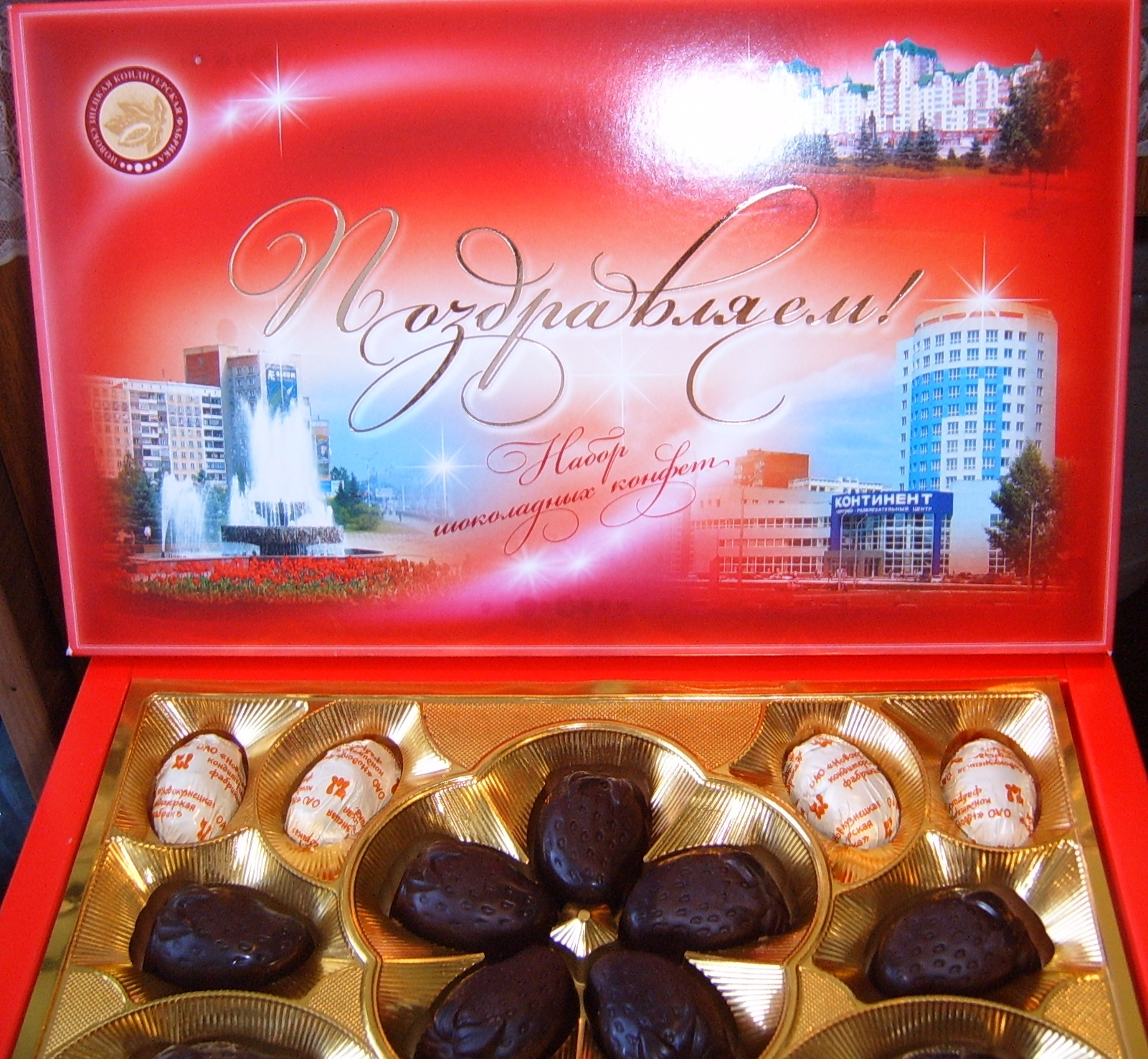
Vista della città impressa su una scatola di cioccolatini prodotta dalla locale fabbrica.

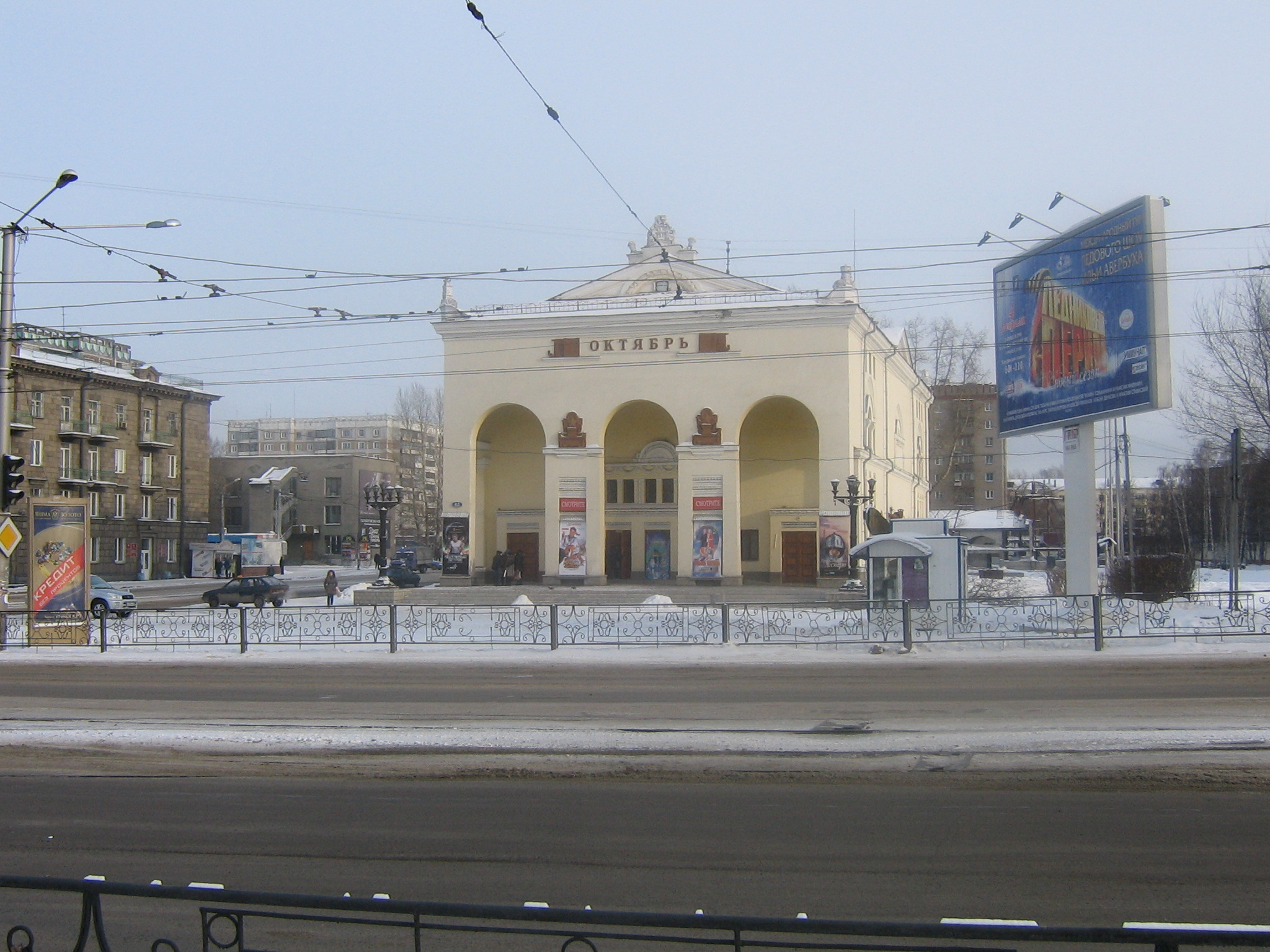
Il Cinema "Ottobre" di Novokuzneck.

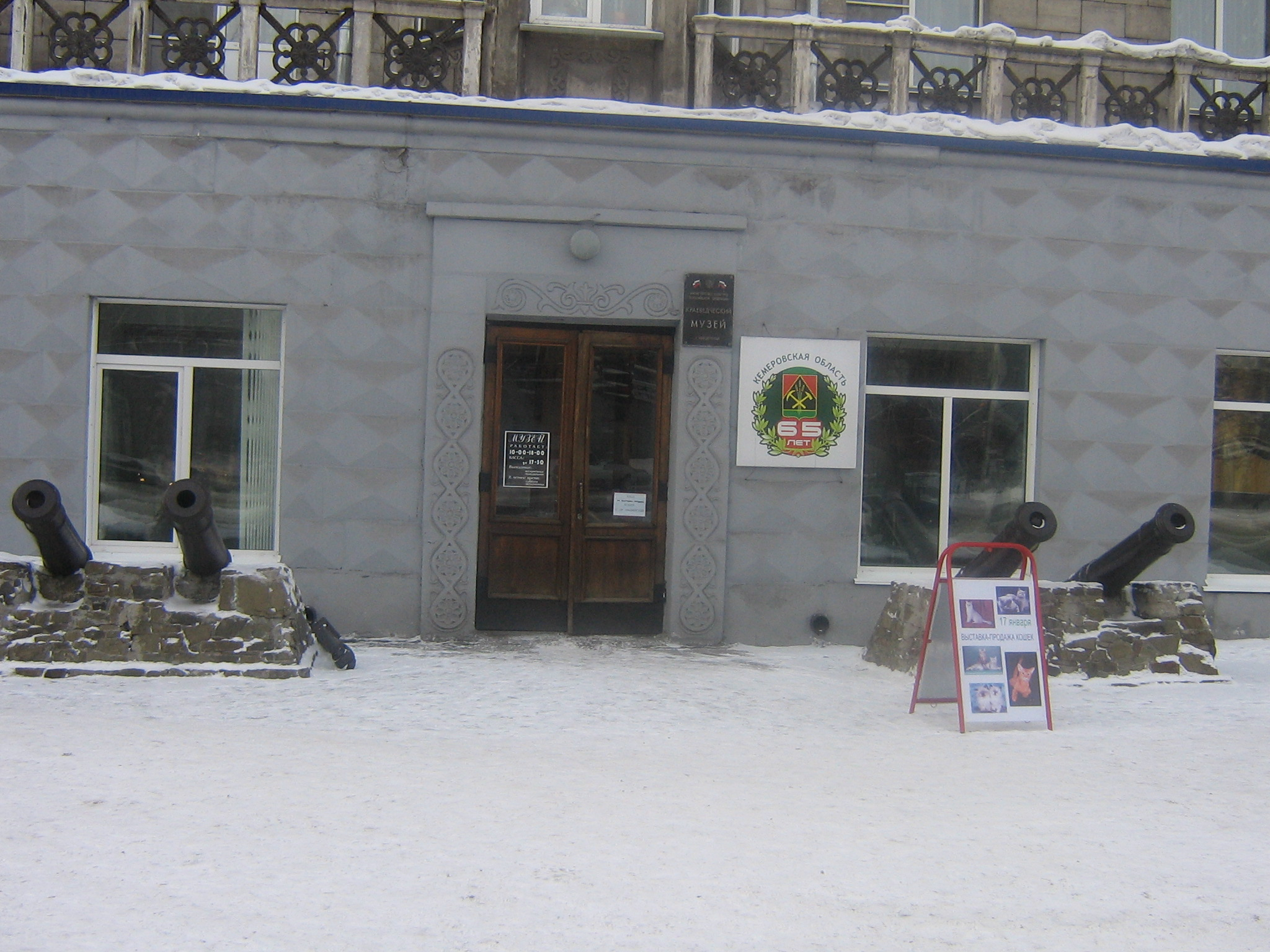
Il Museo Archeologico di Novokuzneck.

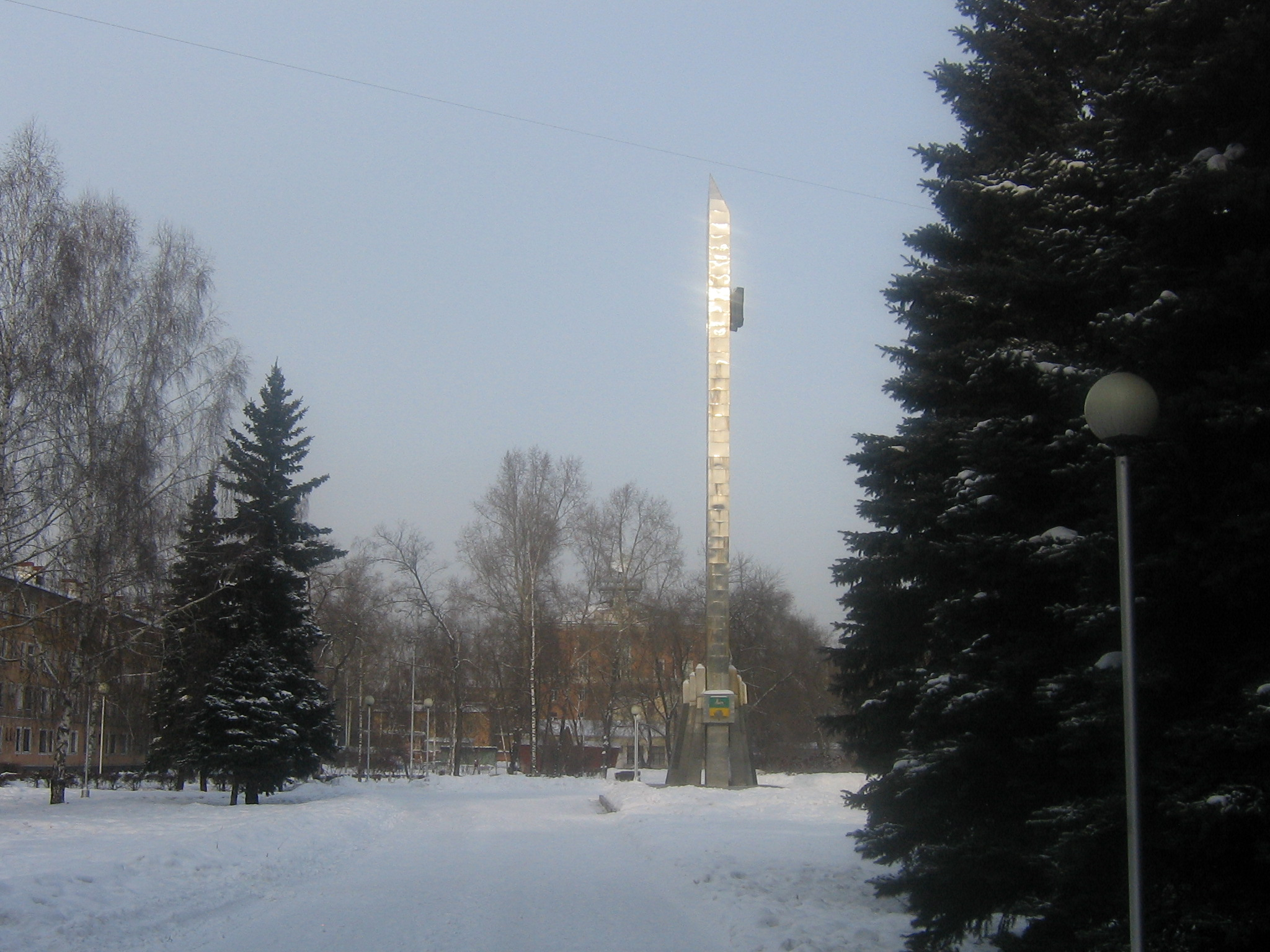
La Stele Commemorativa "50 Anni di Novokuzneck".

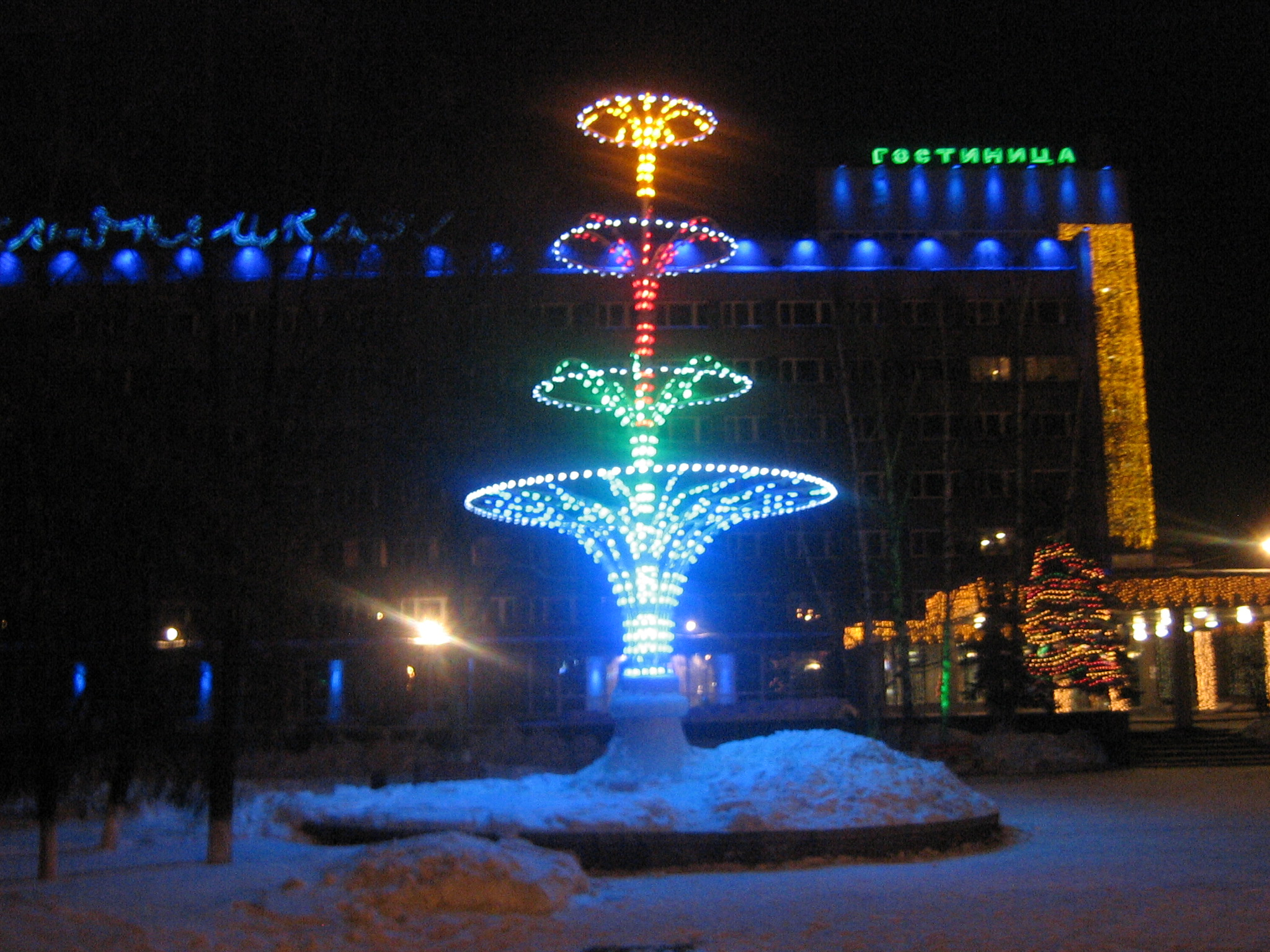
Hotel "Novokuzneckaja", Ulica Kirova.

Lo sviluppo culturale a Novokuzneck è stato indotto dal crescente fabbisogno della popolazione di Kuzbass nell'Epoca sovietica e dall'evacuazione in città siberiana negli anni della Seconda guerra mondiale (1941 - 1945) di alcuni teatri e dei musei dalla capitale russa Mosca e dalla capitale culturale San Pietroburgo.

### Arte
L'arte a Novokuzneck ha un carattere provinciale rispetto alle città maggiori della Siberia. Comunque, si può distinguere uno stile particolare tra gli artisti russi di Novokuzneck che hanno preso i diversi stili dagli artisti dagli altri regioni siberiani.
Tra gli artisti contemporanei a Novokuzneck i più importanti tra i 100 artisti siberiani sono i seguenti nomi: Aleksandr Suslov, Aleksandr Gavrilov, Nicolai Rotko, Igor' Bessonov, Vitalij Karmanov, Igor' Smirnov.

### Teatro
Il teatro principale è il teatro drammatico fondato nel 1931.
Il teatro delle marionette (in russo: Новокузнецкий кукольный театр) venne fondato l'8 febbraio 1942.
Teatro-Studio Sintesi

### Cinema
- Ottobre con due schermi;
- Plamja (in italiano: Fiamma);
- Kino im. Kino (in italiano: Cinema in nome del Cinema) con due schermi nel Centro commerciale Continent;
- Cinema multisala "Planeta Kino" (in italiano: Pianeta Cinema) (sei schermi) nel Centro commerciale Globus,
- Cinema "Planeta Kino" (in italiano: Pianeta Cinema) (due schermi) nel centro commerciale Parus.

### Musei
- Museo archeologico di Novokuzneck,
- Museo "Fortezza di Kuzneck",
- Museo di arte di Novokuzneck,
- Museo di scienze e di tecnologie di NKMK,
- Museo di storia di ZSMK,
- Casa-museo di Fëdor Dostoevskij,
- Museo di storia di Počta Rossii (in italiano: Poste russe) fondato nel 1997.[29]

### Monumenti e luoghi d'interesse
- Giardino pubblico dei Fautori di Rivoluzione (in russo: Сквер Борцов революции)
- Giardino pubblico in nome del primo cosmonauta Jurij Gagarin
- Stele Commemorativa "50 Anni di Novokuzneck"
- Monumento "Amicizia dei Popoli dell'URSS"
- Monumento di Aleksandr Vasil'evič Suvorov
- Monumento di Vladimir Majakovskij

### Media
Giornali
- Dorogoe Udovol'stvie-Kuzbass (Дорогое Удовольствие-Кузбасс, "La costosa soddisfazione-Kuzbass") - rivista specializzata in generi di lusso[30]
- Domino-Novokuzneck (rivista specializzata su divertimenti e tempo libero a Novokuzneck)
- Extra-N
- Giornale pedagogico della città di Novokuzneck
- Le Notizie di EVRAZ Group
- Frant (dal 1995) (Il giornale della casa editrice Frant di Novokuzneck)
- Moskovskij Komsomoleč-Novokuzneck (MK-Novokuzneck)
- Madre dalla A alla Z
- Naš gorod (in italiano: La nostra città)
- Novokuzneck (dal 2005 il giornale ufficiale dell'Amministrazione di Novokuzneck)
- Profi-Novokuzneck (Studio, Lavoro, Business, Carriera)
- Ot rassveta do zakata (in italiano: "Dall'alba al tramonto")
- Kuzneckij Rabočij (Кузнецкий Рабочий)[31]
- Kuzneckij Trakt
- SibDačia ("La dacia siberiana")
- TeleLuč
- TeleSputnik
- Novokuzneckaja Rajonnaja Gazeta (in russo: Новокузнецкая Районная Газета)
- Čas Pik-Kuzbass (in russo: Час Пик-Кузбасс, in italiano: "L'ora di punta-Kuzbass")
- 7 riviste specializzate delle fabbriche e dell'università

Televisione
- MP Novo-TV
- TRK Apex
- 10kanal (La TV indipendente di Novokuzneck)[32]
- Muz-TV
- STS/STS-Kuzbass
- Zapsib-TV
- Telegruppo Južnyj Kuzbass (in italiano: Kuzbass Meridionale)

TV via cavo
- Luč
- Streem-TV
- Novotelecom
- TV-studio Orion
- Rete Radiotelevisiva della Città
- RT
- National Geographic Channel (Russia)
- History Channel (Russia)
- MTV (Russia)
- RUTV (Musica russa - Top 40)

Radio
- Apex Radio (FM 100.5)[33]
- Autoradio Novokuzeck (FM 105.0)
- Europa Plus Novokuzneck (FM 104.4)[34]
- Kuzbass FM (FM 103.0)[35]
- Kuzneckij Express (FM 106.2)
- Maximum Novokuzneck (FM 104.0)
- Militseiskaya Volna RCM (FM 101.1)
- Promstock-FM - la prima on-line radio di Novokuzneck[36]
- Radio Mayak (FM 68.87)
- Radio Rossii - Radio Kuzbassa (FM 66.20)[37]
- Retro FM Novokuzneck (FM 101.5)
- Russkoe Radio Novokuzneck (FM 105.5)

## Sport

### Stadi di Novokuzneck
- Stadio Metallurg

Lo Stadio Metallurg è il campo domestico della squadra di calcio russa FC Metallurg-Kuzbass Novokuzneck. Lo stadio può ospitare 8 500 spettatori.
- Stadio Zapsibovec
- Stadio Bajdaevec
- Stadio Alluminščik

### Discipline sportive

#### Hockey su ghiaccio
La squadra di hockey su ghiaccio del Metallurg Novokuzneck è stata fondata nel 1949 e gioca nella massima serie russa, la Kontinental Hockey League.

#### Calcio
FC Metallurg-Kuzbass della Novokuzneck è la squadra di calcio fondata nel 1946. La squadra gioca attualmente nella prima divisione russa (serie B italiana). I colori ufficiali della FC Metallurg-Kuzbass sono il verde, il bianco.

#### Pallacanestro
Nikita Morgunov (anno 1975) dalla Novokuzneck gioca/giocava nella Nazionale russa di Pallacanestro e nelle squadre russe di basket: MBK Dinamo Mosca, PBK CSKA Mosca.

#### Pallavolo
La SibGIU è la squadra dell'Università Statale Industriale Siberiana.

#### Rugby
Femminile
RC Burevestnik (in italiano: Club di Rugby Burevestnik)
Maschile
RC Novokuzneck (in italiano: Club di Rugby di Novokuzneck)

#### Snowboard
La prima campionessa del Mondo in snowboard nella storia della moderna Russia è stata Ekaterina Tudegeševa (in russo: Екатерина Тудегешева) originaria dalla città di Taštagol nella Provincia di Novokuzneck.

#### Sollevamento pesi
Roman Konstantinov è diventato il Campione del Mondo nel sollevamento pesi nella categoria "fino a 94 kg", sollevando in totale 397 kg durante il Campionato del Mondo LXXVI che si è svolto a Chiang Mai (Thailandia) nel 2007.
Evgenij Čeghišev nato a Novokuzneck il 28 maggio 1979 ha conquistato il terzo posto nella categoria "oltre 105 kg", sollevando in totale 195 kg durante il Campionato d'Europa che si è svolto a Lignano Sabbiadoro (Italia) nel 2008..

#### Scacchi
Novokuzneck ha una tradizione storica per quanto riguarda gli scacchi. Nella città sono attivi 4 club che possono ospitare in contemporanea 500 giocatori. Pavel Smirnov è il campione mondiale tra gli studenti universitari del 2007. Per questo a Novokuzneck dal 3 marzo 2008 all'11 marzo 2008 si è svolto il X Campionato Mondiale dei Scacchi tra gli Studenti Universitari).
Anche il grande maestro Gata Kamskij è nato qui.

## Manifestazioni

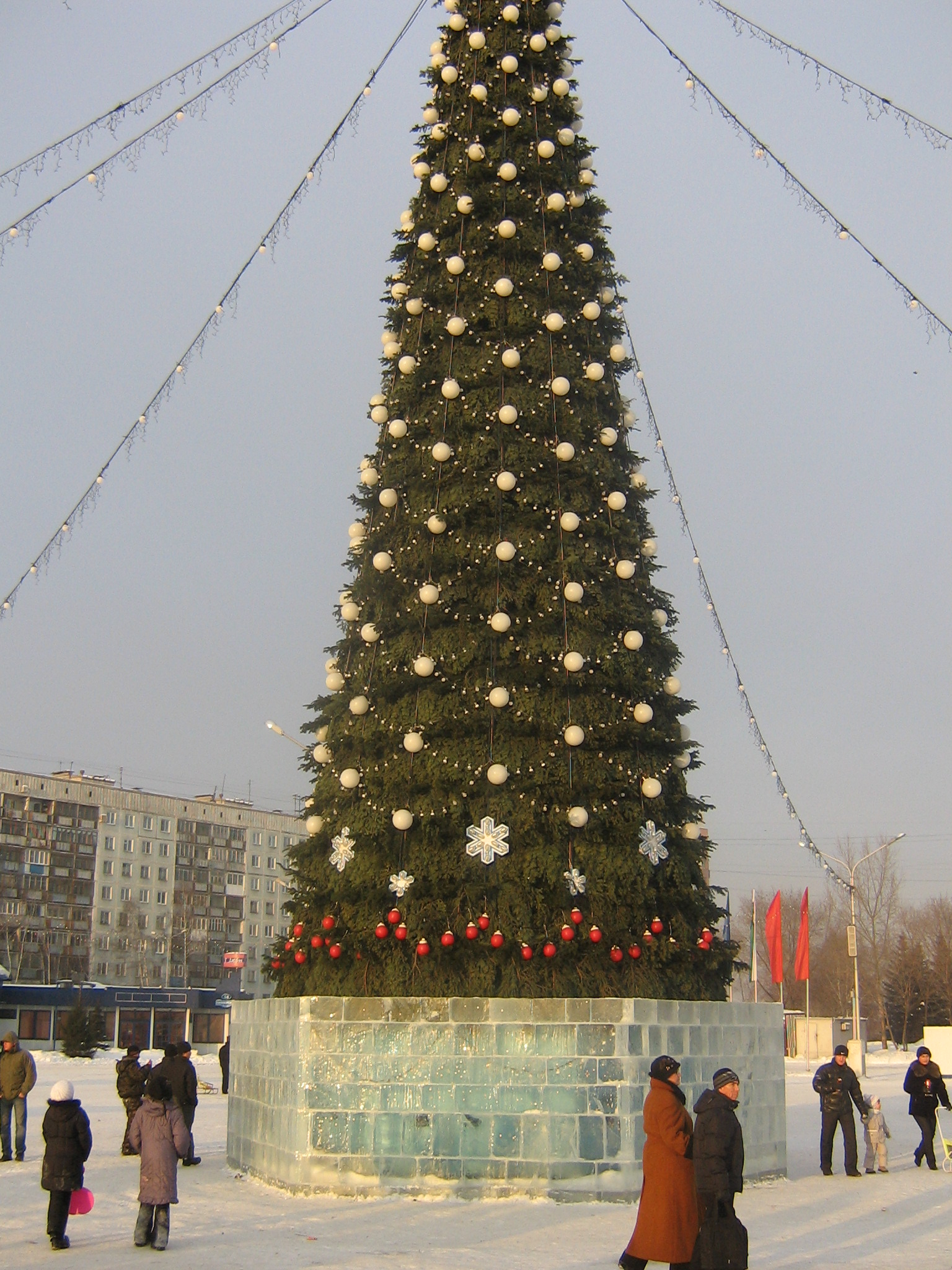
L'Albero di Natale sulla Piazza degli Eventi Popolari.

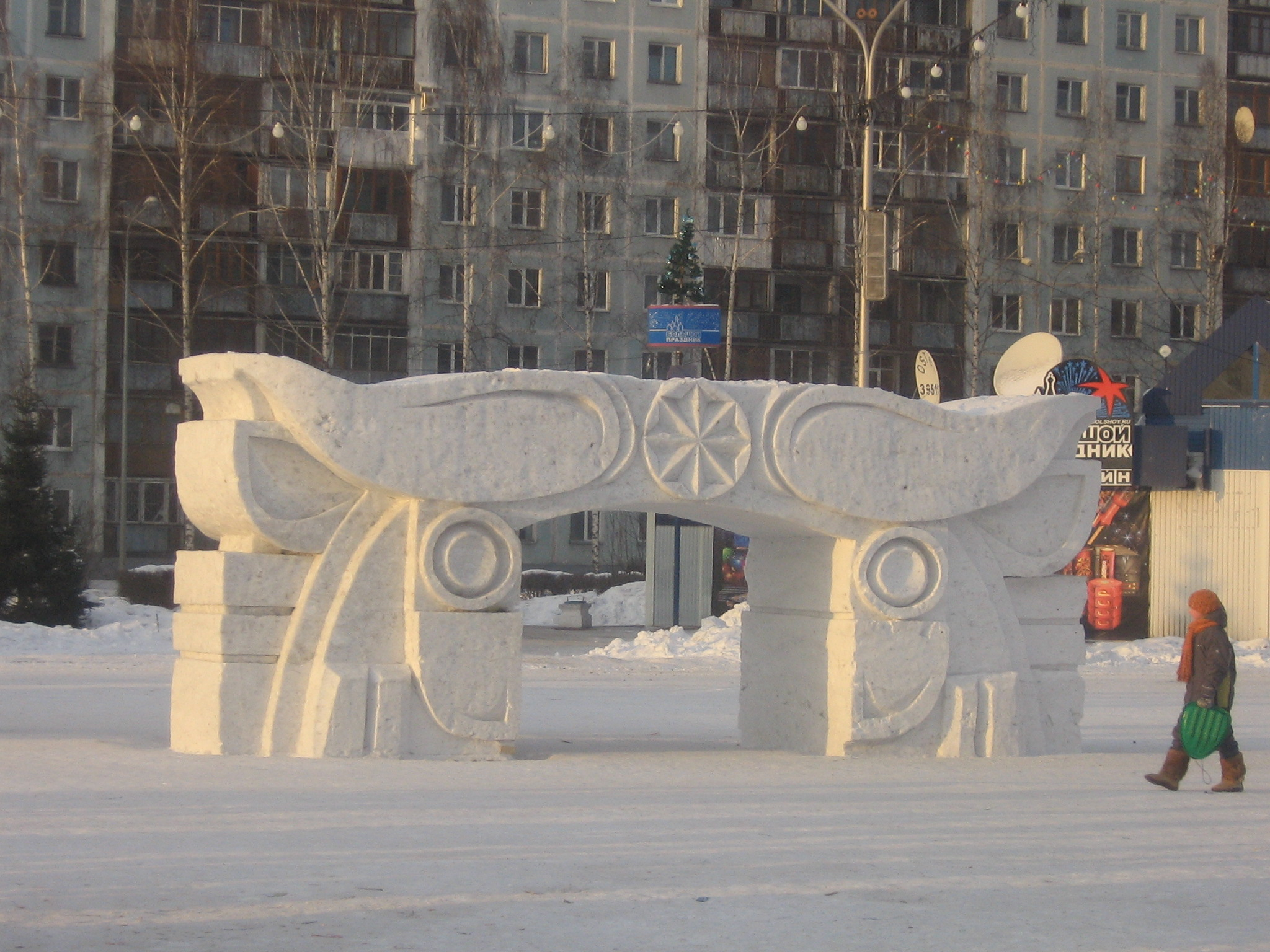
L'Arco di ghiaccio sulla Piazza degli Eventi Popolari.

Ogni prima domenica di luglio va festeggiata come la Giornata di Novokuzneck.

## Infrastrutture e trasporti

### Ferrovie
La stazione di Novokuzneck è collegata con le Ferrovie russe con Abakan in Chakassia, con Kemerovo nel Kuzbass, Novosibirsk nell'Oblast' di Novosibirsk, Barnaul nel territorio dell'Altaj. A Novokuzneck è sviluppata la rete dei tram e dei treni locali e suburbani delle Ferrovie russe che collegano le parti più remote della città con il centro culturale e amministrativo.

### Aeroporti
L'aeroporto di Novokuzneck è situato a sud-est di Prokop'evsk ed è gestito dalla compagnia aerea russa Aerokuzbass. Dall'aeroporto di Novokuzneck si effettuano attualmente i voli di linea giornalieri per la capitale russa Mosca, i voli di linea stagionali per la capitale culturale russa San Pietroburgo, inoltre nel periodo estivo si effettuano i voli di linea stagionali per l'Estremo Oriente Russo: Chabarovsk, Vladivostok, Irkutsk e per le località turistiche sul Mar Nero: Anapa, Soči e nel periodo invernale si effettuano i voli di linea stagionali per Novosibirsk e Ufa.

### Strade
La rete stradale statale collega Novokuzneck con le principali località dell'Oblast' di Kemerovo, del Territorio dell'Altaj, e dell'Oblast' di Novosibirsk. Le linee giornaliere collegano Novokuzneck con Barnaul, Abakan, Kemerovo, Novosibirsk.

#### Autostazione
L'autostazione di Novokuzneck si trova vicino alla stazione ferroviaria ed è collegata con numerose corse giornaliere con le località di Kuzbass (47 linee) e con l'oblast' di Novosibirsk, il Territorio dell'Altaj e la Chakassia.

### Mobilità urbana

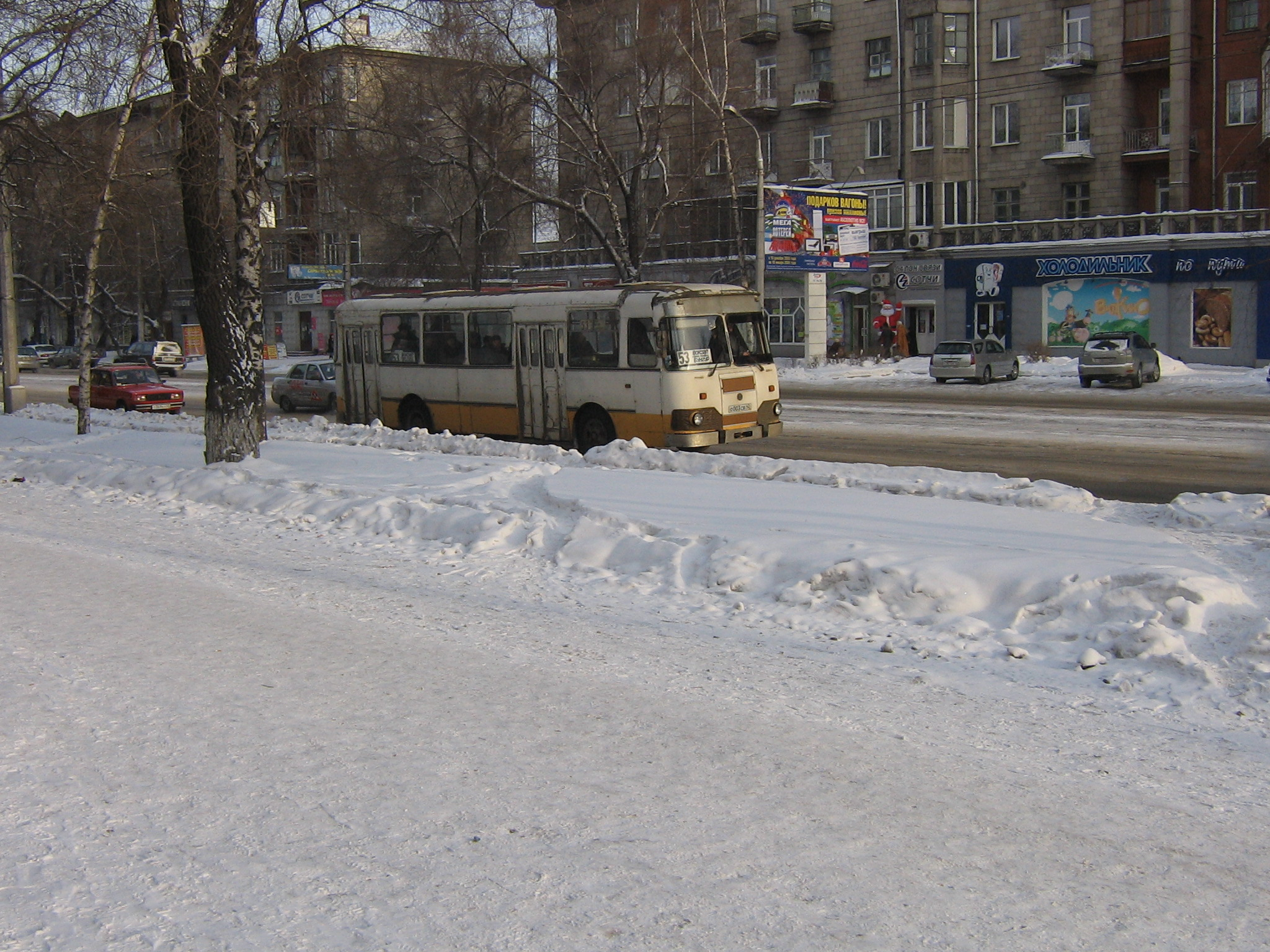
Bus municipale in servizio sulla linea 53 a Novokuzneck.

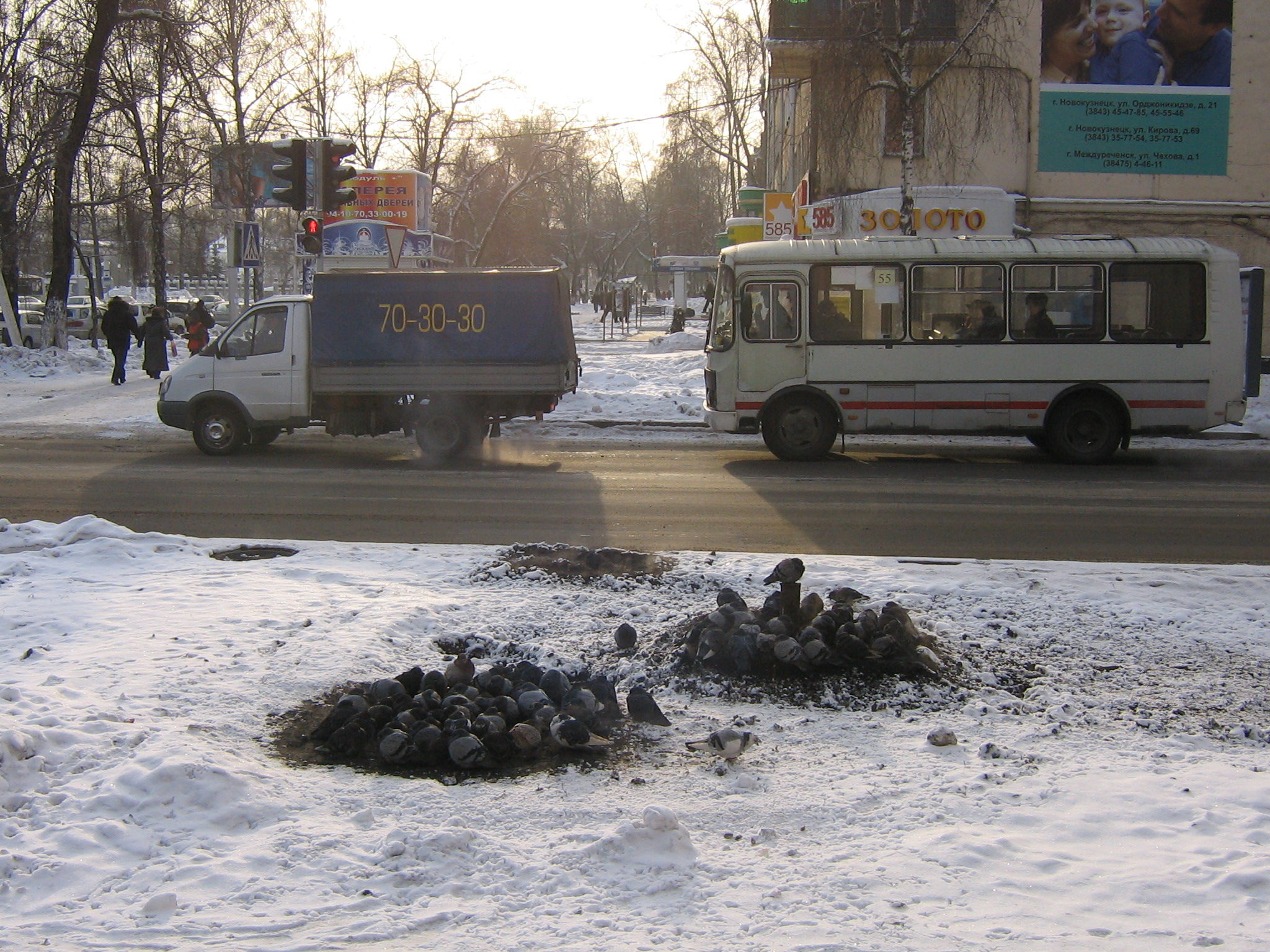
Un furgone-taxi e un bus privato in servizio sulla linea 55 a Novokuzneck.

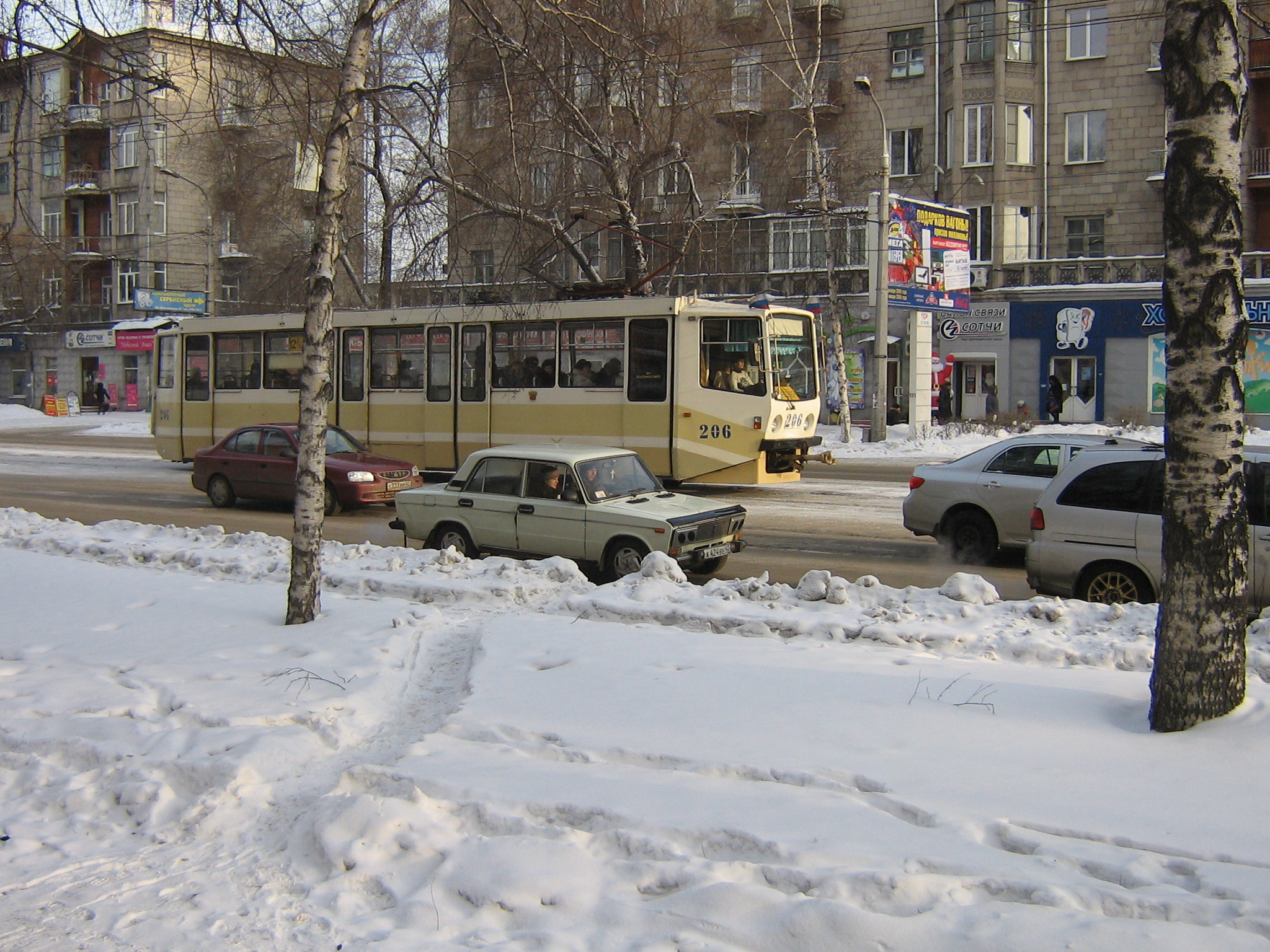
Tram municipale in servizio sulla linea 12, Prospettiva Metallurgov, Novokuzneck.

La rete urbana conta circa 750 km di linee giornaliere degli autobus, filobus, tram. Per spostarsi nella città si usa anche la linea ferroviaria della RŽD che con i suoi treni locali collega tutti i Distretti di Novokuzneck con dei paesi satelliti.
Rete automobilistica
la rete automobilistica urbana è composta da 93 linee d'autobus gestiti dalla Azienda Municipale dei Trasporti di Novokuzneck e dalle aziende private.
Rete filoviaria
Dal 1979 la parte centrale e la parte occidentale della città di Novokuzneck sono collegati dalla prima linea di filobus. Rete filoviaria di Novokuzneck è composta da 4 linee. Nel Distretto Centrale funzionano: 1, 3, 5, 6; nel Distretto Zavodskoj: 1. Le linee 2 e 4 sono attivabili nel caso dei lavori o degli eventi nella città. I veicoli che compongono il parco filoviario di Novokuzneck sono 61 filobus russi ZiU-682.
Rete tranviaria
Dal 1937 la parte centrale, la stazione e la vecchia parte della città, il distretto Kuzneckij, sono stati collegati dal primo tram. Attualmente a Novokuzneck ci sono 9 linee di tram.

### Porti
La città è collegata con i traghetti che partano dal porto fluviale di Novokuzneck (in russo: Новокузнецкий речной вокзал) dal mese di maggio al mese di ottobre verso il villaggio Jačmenjucha (in russo: Ячменюха).

## Amministrazione

### Gemellaggi
Novokuzneck è gemellata con:
- Birmingham
- Dallas
- Haifa
- Nižnij Tagil
- Pittsburgh
- Zaporižžja